# 洪家班
洪家班，是以香港著名导演、演员洪金宝為核心的电影演员组织，成立於1970年代，同时期组织还有成家班。

## 歷史
洪家班成立於1970年代，后和成家班為香港电影两大开列国际。

## 成员
- 陈会毅，出身于中华戏剧学校，馬承志弟子，主演作品《赞先生与找钱华》、《林世荣》、《败家仔》、《鬼打鬼》、《福星系列》。[1]
- 陈龙，外号麻姑，陈会毅的哥哥，主演作品《方世玉》、《败家仔》、《六指琴魔》。[1]
- 曾志伟，同时也进过刘家班，主演作品《少林三十六房》、《三德和尚与春米六》、《赞先生与找钱华》。[1]
- 孟海，出身于春秋戲劇學校，粉菊花弟子，主演作品《皇家师姐》、《新蜀山剑侠》、《刀》、《六指琴魔》、《逃学威龙3》。[1]
- 林正英，粉菊花弟子，主演作品《败家仔》、《赞先生与找钱华》、《林世荣》、《身不由己》、《鬼打鬼》、《靈幻先生》、《東方禿鷹》、《驅魔警察》。[1]
- 元彪，主演作品《杂家小子》、《赞先生与找钱华》。[1]
- 元奎，主演作品《东方秃鹰》、《群龙戏凤》。[1]
- 元华，主演作品《飞龙猛将》、《僵尸叔叔》。[1]
- 元武，主演作品《富贵列车》、《赞先生与找钱华》。[1]
- 刘秋生，艺名咖喱，馬承志弟子，主演作品《人吓鬼》、《败家仔》、《奇谋妙计五福星》。[1]
- 钟发，馬承志弟子，主演作品《僵尸叔叔》、《身不由己》。[1]
- 钱月笙，粉菊花弟子，主演作品《三德和尚与春米六》、《省港旗兵》、《人吓鬼》、《执法先锋》。[1]
- 董瑋，粉菊花弟子，主演作品《水儿武士》、《人吓鬼》。[1]
- 萧德虎，外号小虎，主演作品《东邪西毒》、《东成西就》、《倚天屠龙记》、《刀》。[1]
- 火星，原名蒋荣发，后去成家班。[1]
- 冯克安，后去成家班。[1]
- 邹兆龙，藝名倪星，主演作品《倚天屠龙记》、《中南海保镖》、《駭客帝国》。[1]
- 钱嘉乐，主演作品《僵尸叔叔》、《霹雳火》。[1]
- 小侯，原名候耀中，粉菊花弟子，進過劉家班，主演作品《疯猴》、《长辈》、《霹雳十杰》、《富贵列车》。[1]
- 狄威，原名涂吉龙，主演作品《A计划》、《富貴列車》。[1]
- 黄铭健，主演作品《東邪西毒》、《倚天屠龍記》、《大话西游》、《冒险王》、《少林足球》。[1]
- 吴勉勤，主演作品《黄飞鸿之一代宗师》、《花货》、《双龙出海》、《六指琴魔》。[1]
- 曹荣，主演作品《倚天屠龙记》、《东邪西毒》、《冇面俾》、《西域雄狮》、《一个好人》、《霹雳火》，后出演《西游记后传》孙悟空。[1]
- 秦贵宝，主演作品《龙的心》、《武状元苏乞儿》、《殭屍叔叔》、《霹雳大喇叭》、《铁鸡斗蜈蚣》、《新碧血剑》、《铁马骝》、《黑侠》。[1]
- 周金江，主演作品《靈幻先生》、《敗家仔》。[1]
- 彭润祥，主演作品《最佳福星》。[1]
- 李志杰，主演作品《雙龍出海》。[1]
- 刘观伟，主演作品《脂粉双雄》、《殭屍先生》。[1]
- 刘家荣，主演作品《杂家小子》。[1]
- 午马，主演作品《奇謀妙計五福星》。[1]
- 周比利，主演作品《過埠新娘》、《東方禿鷹》、《飛龍猛將》、《群龍戲鳳》等，也是唯一一位成為世界拳王的華人
- 楊紫瓊，主演作品《皇家師姐》、《皇家女將》、《警察故事III之簡單任務》等，根據錢嘉樂在一個網上節目(他們是武者)訪問中說，楊紫瓊是洪家班唯一一個女成員